# Fabien Merciris
Fabien Merciris (Chartres, 15 de mayo de 1977) es un deportista francés que compitió en ciclismo en la modalidad de pista, especialista en la prueba de persecución por equipos.
Ganó una medalla de bronce en el Campeonato Mundial de Ciclismo en Pista de 2003, en la prueba de persecución por equipos.

## Medallero internacional
| Campeonato Mundial | Campeonato Mundial   | Campeonato Mundial | Campeonato Mundial      |
| Año                | Lugar                | Medalla            | Competición             |
| ------------------ | -------------------- | ------------------ | ----------------------- |
| 2003               | Stuttgart (Alemania) | Medalla de bronce  | Persecución por equipos |